# Ley del candado
La Ley del candado (Loi du cadenas) est une loi promulguée par le premier ministre espagnol José Canalejas y Méndez (1910-1912) en 1910, interdisant l'implantation de nouvelles congrégations religieuses en Espagne, ce qui permit de limiter le pouvoir de l'Église sur l'État et entraina une rupture des relations avec le Saint-Siège.